# تتار رمضان (مسلسل)
مسلسل «تتار رمضان» انتجته شركة TMC عام 2013 من سيناريو البار جآليان وجان سينان وأخرجه جودت مرجان وقام ببطولته النجم التركي بولند إينال وعثمان سويقوط وتوركان يلماز.
قصة المسلسل مستوحاة من رواية الكاتب التركي كريم كورجان التي نشرت عام 1969. وتدور الأحداث بعد الحرب العالمية الثانية، حيث يعيش «تتار رمضان» أو «رمضان التتاري» والذي يعمل كحداد في بلدته ولكنه يناضل من أجل العدالة ويتسم بالشجاعة والقوه والخوف من الله بعد ماقتل رئيس بلدية قرية (أوفاجيك) القي عليه القبض من مكتب رئيس البلديه من قبل الحراس وتنقل رمضان من سجن إلى سجن اخر فأمر وزير الحرس مع المدير (حميد) ليستقبله فيه سجنه فإن سجنه أشد السجون ظلما وطالما ان الزعيم عزوز (يميوت كاراداغ) رئيس لاحد المهاجع وصديق المدير فضلت حرب بين رمضان وعزوز، رمضان يوجد له من الأصدقاء وأشد صديق مقرب اليه هو عباس (براق يمنتورك)والخال حسن (عثمان سويقوط)وفكر بالانتقام لقتل والده من قبل التاجر اكرم اوزتورك (توركاي كانتورك)وماتت امه من الظلم والحسرة وقتلت حبيبته المتزوجه من اكرم اوزتورك غصباً ثريا (توركان يلماز)من قبل الزعيم عزوز ومساعده تحسين ورجاله حمدي ورضا، فكان لرمضان ابن (كريم) من ثريا، فقتل الخال من قبل ابنه وكانوا يظنون ان الخال مات من طعنة الزعيم عزوز فزاد كره رمضان لعزوف والزعيم لم يكتفي بذلك بل قتل ثريا حبيبة رمضان وأم ابنه فوضعه المدير حميد في المنفردة وأتى شخص يدعى المحقق (عمر) أتى إلى سجن أوفاجيك تحديداً ليطبق العدالة فخرج الزعيم عزوز من السجن ومرت سنتان وخرج رمضان أيضاً من السجن وقرر رمضان الابتعاد عن مدينته والذكريات المؤلمة فذهب لأسطنبول برفقة عائشة (تورك تران) وعباس وبقية اصدقائة خلدون وعاصم وعارف ورجب والمحقق الأمين الذي لا يحب الفساد عمر.
الموسم الثاني
رمضان لم ينتهي من الحرب فأختطف ابنه من قبل مجهول ولكنها من قبل مافيا كبيره لديهم علاقات مع أكبر الوزراء والمسؤولين والمستشارين لا يعرفون ما معنى الرحمة ولكن كان أكبر شخص في اختطاف (كريم)هو باشافراس يعمل لدى شخص يدعى المعلم سعيد والمعلم سعيد لديه الكثير من الأشخاص ليقومو بالفساد الذي يعمله وهو يأمل ان ابنه (أمير)هو من سوف يحل مكانه فشخصية أمير وقحه وقليلة الادب والاحترام ولكن يسعى رمضان لقتلهم جميعهم للانتقام بشأن الحق والعدالة.
الممثلين
بولنت إينال-رمضان كسكين
عثمان سويكوت-الخال حسن شلبي بالنسخة التركية الخال قرمسطلي
بورجو كارا-اينور توبراك بالنسخة التركية ايبرو توبراك
توركان يلماز-ثريا أوزتورك
أحمد مكين-أحمد كسكين
براق يمنتورك-عباس مرجان بالنسخة التركية إلماس مرجان

أوموت كاراداغ-عزوز عبد الرحمن
أوزجي أوزبرنشي-هديل تيرزايني بالنسخة التركية الين تيرزايني
تورك تران-عائشة حسن
تورغاي كانتورك-أكرم أوزتورك
سيردال كينتش-عاصم كيدي أوغلو بالنسخة التركية علي كيدي أوغلو
كاظم ياسر-خلدون بالنسخة التركية حمو
فيرات سويلمي-رجب
إيرول جيديك-عارف مادين
كانبولات جوركيم أرسلان-المحقق عمر يوجيل
سايجن سويسال-باشا فراس بالنسخة التركية فريد
أوموت كورت-أمير كوزايمان
سيزاي التكين-ختيار الجن سعيد كوزايمان بالنسخة التركية باشا أفندي[السيد الكبير]

## وصلات خارجية
- تتار رمضان على موقع IMDb (الإنجليزية)
- تتار رمضان على موقع كينوبويسك (الروسية)
- تتار رمضان على موقع قاعدة بيانات الفيلم (الإنجليزية)